# Cobra (Roman)
Cobra (orig.: The Cobra) ist ein im Jahr 2010 im Bertelsmann-Verlag erschienener Roman von Frederick Forsyth. Thema des Romans ist der Kampf gegen das fiktive kolumbianische Drogenkartell „Hermandad“ (Bruderschaft) von Don Diego Esteban, welches über eine Monopolstellung im Kokainhandel verfügt. Hauptfiguren sind Paul Deveraux und Cal Dexter, die bereits in Forsyths Werk „Der Rächer“ aufgetreten sind. Dennoch handelt es sich bei diesem Roman nicht um eine Fortsetzung im eigentlichen Sinn.

## Handlung
Die Handlung beginnt im Jahr 2010. Ein afroamerikanischer Teenager stirbt in einem heruntergekommenen Stadtteil Washingtons an einer Überdosis Kokain. Es ist der Enkel einer Angestellten des Weißen Hauses. Der Präsident gibt daraufhin eine Studie in Auftrag, die zeigen soll, ob der Kampf gegen die Kokain-Mafia gewonnen werden kann. Mit der Studie beauftragt wird der mittlerweile pensionierte CIA-Agent Paul Deveraux, Deckname „Cobra“. Er kommt zum Ergebnis, dass er die Kartelle tatsächlich besiegen kann, vorausgesetzt, er wird mit den entsprechenden finanziellen Mitteln und Vollmachten ausgestattet. Der Präsident kann sein britisches Gegenüber für die Mitarbeit gewinnen und beauftragt Deveraux, mit der Operation zu beginnen. Deveraux ersucht den Vietnam-Veteran und Ex-Kopfgeldjäger Cal Dexter, der im „Rächer“ noch sein Gegenspieler war, um Mitarbeit. Er sei der einzige Mann, der Deveraux je überlistet habe. Dexter erklärt sich zur Unterstützung bereit.
Das kolumbianische Kokain wird in wenigen großen Lieferungen auf dem See- und Landweg nach Mittelamerika und Westafrika transportiert. Von dort wird es über Zwischenhändler und verteilt auf viele kleine Einzeltransporte in die Vereinigten Staaten bzw. nach Europa geschmuggelt. Deverauxs Plan sieht vor, die Transporte noch vor der Übernahme durch die Zwischenhändler abzufangen. Dazu müssen die Transportschiffe bzw. -flugzeuge zunächst identifiziert werden.
Zwei Drohnen vom Typ Global Hawk (benannt „Michelle“ und „Sam“, nach den Frauen der beiden beteiligten Staatschefs) überwachen die Karibik und die Nordküste Brasiliens.
Durch einen Tipp eines kolumbianischen Geistlichen erfährt Deveraux von der Existenz eines Schweißers, der Handelsschiffe mit geheimen Abteilen ausstattet, in denen das Kokain geschmuggelt wird. Der Schweißer wird von US-amerikanischen Geheimdienstmitarbeitern festgenommen und gibt die Namen der Schiffe preis, die er präpariert hat. Die Bilder der Schiffe werden in die Global Hawks eingespeist, die ab nun in der Lage sind, Schmuggelschiffe zu identifizieren und zu melden.
Ebenfalls durch die Global Hawks findet Deveraux heraus, dass zahlreiche kleine Flugzeuge von einem Flughafen im brasilianischen Dschungel in Richtung Westafrika starten.
Durch Zufall erfährt Deveraux, dass der Anwalt des Drogenbarons Don Diego Esteban regelmäßig nach Madrid reist, um dort Briefe an eine junge Frau zu übergeben und von ihr entgegenzunehmen. Es stellt sich heraus, dass es sich bei der Frau um Letizia Arenal handelt, die geheim gehaltene Tochter von Roberto Cardenas, einem engen Mitarbeiter Estebans. Cardenas ist für das Anwerben und Bezahlen korrupter Zollbeamter zuständig. Deveraux setzt einen Lockvogel auf Arenal an, um sie zu einem Flug nach New York zu bewegen. Am John F. Kennedy International Airport wird Arenal festgenommen: Deveraux hatte ihr 1 kg reines Kokain ins Gepäck schmuggeln lassen. Cardenas wird so erpresst, die Namen der bestochenen Beamten zu verraten.
Zwei ehemalige Getreidetransportschiffe werden umgebaut, um Platz für Kommandoeinheiten britischer und amerikanischer Spezialkräfte, Schnellboote sowie je einen Hubschrauber, mit dem die Drogentransporter zum Anhalten gezwungen werden können, zu bieten. Außerdem ist ein Gefängnisabteil für die Crews der gekaperten Schiffe vorgesehen. Ein ausgedientes Buccaneer-Militärflugzeug wird für den Kampf gegen Schmuggelflugzeuge aufgerüstet und mit Bordkanonen versehen. Stützpunkt der Buccaneer sind die Kapverden. Dort wird unter dem Deckmantel einer US-gesponserten Flugschule für junge kapverdische Kampfpiloten ein geheimer Hangar eingerichtet, von dem aus das Flugzeug seine Operationen starten kann. Entdecken die Global Hawks ein Schmuggelschiff, wird die Position an die Kampfschiffe der Cobra weitergegeben. Der Funkkontakt der Schmuggler mit dem Drogenkartell wird durch die Drohnen blockiert. Die Schiffe werden gekapert und versenkt, die Besatzung wird auf ein Geheimgefängnis auf einer Insel südlich von Indien transportiert. Flugzeuge werden nach Identifikation durch die Global Hawks von der Buccaneer abgeschossen. Für das Kartell entsteht so der Eindruck, die Transporter wären samt Besatzung und Ladung spurlos verschwunden. Schiffe, deren Ladung die bestochenen Zollbeamten in den großen europäischen Häfen ohne Prüfung durchwinken wollen, werden durchsucht. So können ebenfalls große Mengen an Kokain sichergestellt werden.
Bei Don Esteban kommt der Verdacht auf, von seinen Zwischenhändlern betrogen und von seinen Vertrauten verraten worden zu sein. Er entfesselt, wie von Deveraux beabsichtigt, einen blutigen Krieg gegen die Drogenbanden Europas und Nordamerikas. Anschläge und Massaker fordern eine große Zahl an Todesopfern unter den Kriminellen. Aber auch viele unbeteiligte Bürger sind unter den Opfern. Für den Präsidenten geht das Blutvergießen zu weit. Er befiehlt, die Operation einzustellen.
Deveraux ist frustriert über diese Entscheidung. Er sucht heimlich den Kontakt zu Don Diego Esteban und bietet an, ihm das beschlagnahmte Kokain zurückzugeben. Im Gegenzug verlangt Deveraux 1 Mrd. US-Dollar, um ein unbehelligtes Leben an einem sicheren Ort führen zu können. Esteban stimmt zu. Deveraux erteilt Dexter den abschließenden Befehl, das beschlagnahmte Kokain zu vernichten, das sich auf einer von der US-Armee bewachten Insel nahe den Bahamas befindet. Bevor Dexter jedoch den Befehl ausführt, entdeckt er, dass das Kokain heimlich durch Backpulver ersetzt wurde. Er erahnt die Absicht Deverauxs und schickt die Buccaneer auf ihren letzten Einsatz. Sie versenkt das Schiff mit dem entwendeten Kokain. Diego Esteban glaubt sich von Deveraux betrogen und lässt ihn von seinen Killern ermorden.

## Hintergrund
Den zeitgeschichtlichen Hintergrund des Romans bildet der Kampf der USA gegen die Drogenkartelle. Die Hermandad ist zwar fiktiv, aber in Struktur und Funktionsweise eng an kolumbianische Kartelle wie z. B. das Medellín-Kartell angelehnt.
Realistisch geschildert werden weiters Anbau, Herstellung und Transport des Kokains sowie die Rolle, die "Drogenstaaten" wie Guinea-Bissau dabei spielen.

## Rezeption
Der Roman wurde im Allgemeinen wohlwollend rezipiert, auch wenn Kritiker anmerkten, dass es den Figuren an psychologischer Tiefe fehlt. Lobend hervorgehoben wurde die Fülle gut recherchierter Fakten.
- Besprechung bei Krimi-Couch.de
- Rezeption in der Frankfurter Allgemeinen Zeitung
- Rezeption im Handelsblatt